# Buenos Aires / General Carrera
Buenos Aires / General Carrera (španělsky Buenos Aires v Chile nebo General Carrera v Argentině) je jezero na hranici provincie Santa Cruz v Argentině a regionu Aysén v Chile. Nachází se v Patagonských Andách. Je ledovcového původu. Má rozlohu 1850 km² (z toho 970 km² v Chile a 880 km² v Argentině). Dosahuje maximální hloubky 586 m. Leží v nadmořské výšce 215 m.

## Pobřeží
Západní část má tvar fjordů a zařezává se mezi východní výběžky And. Je obklopena sráznými lesnatými svahy. Široká východní část leží na planině a je obklopena morénami.

## Vodní režim
Z jezera odtéká řeka Baker do Tichého oceánu. Odtok přes Rio Deseado do Atlantského oceánu byl přerušen 10 tisíc let před n. l..